# Episodi di Heartland (diciassettesima stagione)
La diciassettesima stagione di Heartland è andata in onda sul canale canadese CBC dal 1 ottobre 2023 al 3 dicembre 2023.
In Italia è inedita.
| nº | Titolo originale       | Titolo italiano | Prima TV Canada  | Prima TV Italia |
| -- | ---------------------- | --------------- | ---------------- | --------------- |
| 1  | The Path Less Traveled |                 | 1 ottobre 2023   |                 |
| 2  | Taking the Reins       |                 | 8 ottobre 2023   |                 |
| 3  | The Heart Wants        |                 | 15 ottobre 2023  |                 |
| 4  | A Piece Apart          |                 | 22 ottobre 2023  |                 |
| 5  | How to Say Goodbye     |                 | 29 ottobre 2023  |                 |
| 6  | Heat of the Moment     |                 | 5 novembre 2023  |                 |
| 7  | Unknown Caller         |                 | 12 novembre 2023 |                 |
| 8  | Harmony                |                 | 19 novembre 2023 |                 |
| 9  | Fear is a Liar         |                 | 26 novembre 2023 |                 |
| 10 | Just the Beginning     |                 | 3 dicembre 2023  |                 |